# Reinhard Schneider (Historiker)
Reinhard Schneider (* 13. März 1934 in Berlin; † 7. April 2020 ebenda) war ein deutscher Historiker. Er widmete sich der Rechts- und Verfassungsgeschichte des Frühmittelalters, der Untersuchung von Grenzregionen und -konflikten sowie der Sprach- und Übersetzungsproblematik im Mittelalter.

## Leben und Werk
Reinhard Schneider legte 1953 das Abitur an der Friedrich-Engels-Schule in Berlin ab. Er studierte von 1953 bis 1958 Geschichte, lateinische Philologie, Romanistik und Philosophie an der Freien Universität Berlin. Er legte 1958 das Erste Staatsexamen in Geschichte, Latein und Philosophie ab. Im Jahr 1960 erfolgte die zweite Staatsprüfung für das Amt des Studienrates, 1963 wurde er an der FU Berlin mit einer von Walter Schlesinger und Wolfgang H. Fritze betreuten Arbeit promoviert. Er war bis 1964 im Schuldienst tätig. Von 1964 bis 1967 war er akademischer Rat am Friedrich-Meinecke-Institut. Von 1967 bis 1971 war er akademischer Oberrat. Seine Habilitation erfolgte 1971 an der FU Berlin. Von 1971 bis 1975 lehrte er dort als Professor. Er war Sprecher eines Forschungsprojektschwerpunktes Zisterzienser. Von 1974/75 bis 1980 war er als Nachfolger von Walter Schlesinger Professor an der Universität Marburg. Dort hatte er 1978/79 das Dekanat des Fachbereichs Geschichtswissenschaften inne. Von 1980 bis zu seiner Emeritierung 2001 lehrte er in der Nachfolge von Harald Zimmermann als Professor für mittelalterliche Geschichte an der Universität des Saarlandes. Er war Sprecher des Landesverbandes Saar des Deutschen Hochschulverbandes, zwischen 1987 und 1989 Dekan der Philosophischen Fakultät und initiierte die Gründung des Universitätsarchivs.

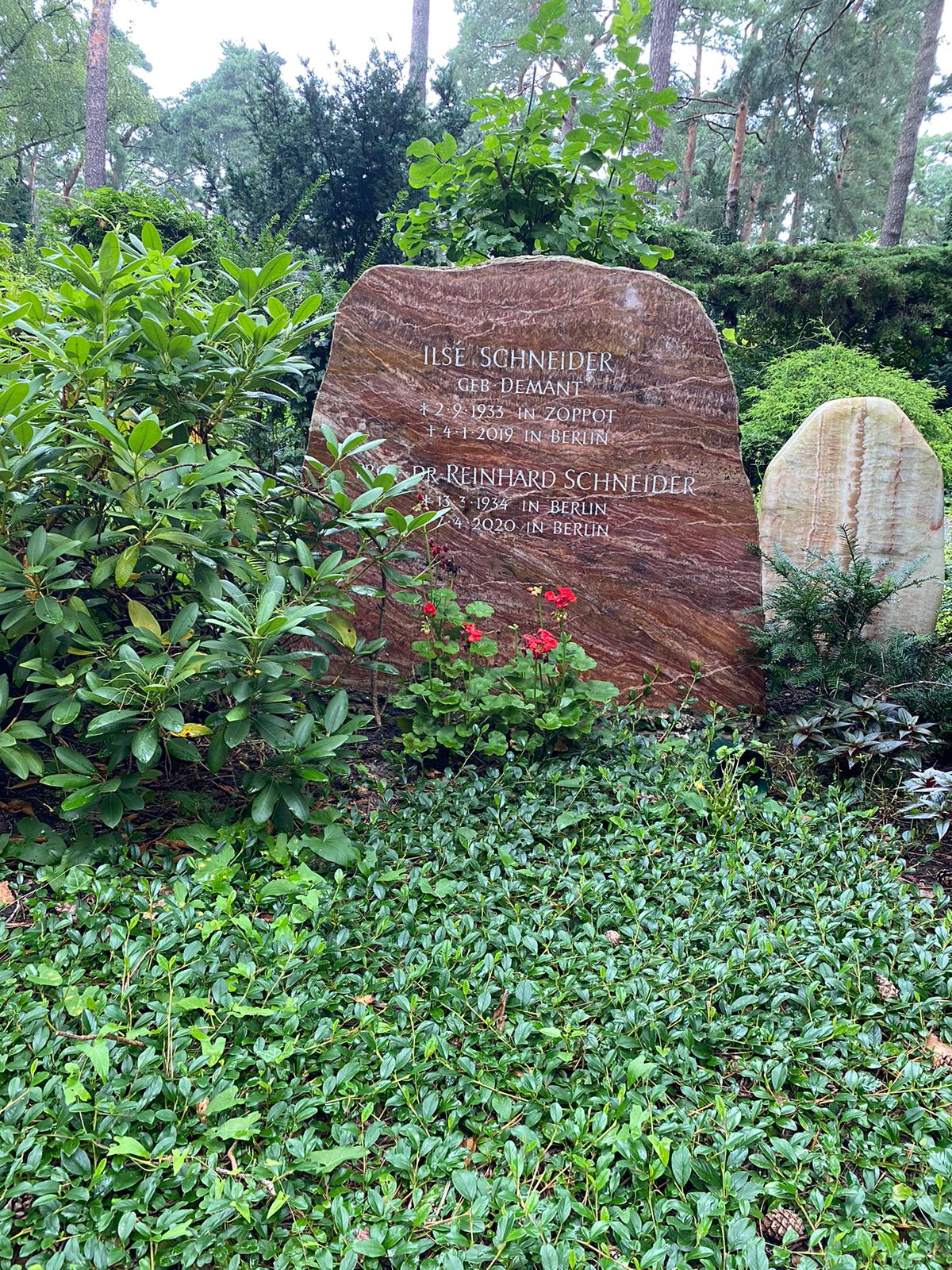
Grabstätte auf dem Waldfriedhof Dahlem

Seine wissenschaftlichen Schwerpunkte waren die politische Geschichte, Rechts- und Verfassungsgeschichte des Mittelalters, Geschichte des Königtums, Wahlen und Wählen, Geschichte des Frankenreichs, Geschichte der Zisterzienser, das Zeitalter Karls IV., Grenzen und Grenzregionen. Mit seiner 1964 veröffentlichten Dissertation legte er eine Begriffsuntersuchung zu den Verträgen der Karolinger von 840 bis 881 vor. Darin interpretierte er die Begriffe caritas und fraternitas neu. In seiner Habilitation befasste er sich mit den Königserhebungen bei den Langobarden und Franken vom 6. bis zum 8. Jahrhundert. Er veröffentlichte über das Frankenreich 1982 ein Überblickswerk in der Reihe Oldenbourg Grundriss der Geschichte. Damit legte er erstmals überhaupt eine monographische Darstellung des Frankenreiches vor, die 2001 in vierter Auflage erschien. Als „charakteristische Elemente“ fränkischer Herrschaft erkannte er in dieser Darstellung „politische Klugheit gepaart mit Rücksichtnahmen [...] neben religiös-rechtgläubigen Grundhaltungen.“ In seiner 1994 veröffentlichten Studie befasste er sich mit dem zisterziensischen Beitrag bei der Entwicklung vom Klosterhaushalt zum Stadt- und Staatshaushalt. Seine letzte Monographie Vom Dolmetschen im Mittelalter. Sprachliche Vermittlung in weltlichen und kirchlichen Zusammenhängen erschien im Oktober 2012. Bis dahin wurde das Problem lediglich in Aufsätzen und in Lexikonbeiträgen abgehandelt.
Er war Mitglied  der Historischen Kommission für Hessen (seit 1975), des Konstanzer Arbeitskreises für mittelalterliche Geschichte (seit 1976), korrespondierendes Mitglied der Berliner Wissenschaftlichen Gesellschaft (seit 1977) und Mitglied der Vereinigung für Verfassungsgeschichte (seit 1984). Er war ab 1983 Mitglied und von 1984 bis 1999 Vorsitzender der Kommission für Saarländische Landesgeschichte und Volksforschung. Schneider initiierte 1983/84 zwei Tagungen des Konstanzer Arbeitskreises auf der Reichenau zum spätmittelalterlichen Königtum. In dem von Schneider herausgegebenen Tagungsband wird in der von ihm verfassten Einleitung die Annahme vertreten, dass „die europäische Szenerie um 1400 besonders krisenhaft“ war und „um die Mitte des 15. Jahrhunderts allenthalben in Europa Reformen und Reformversuche“ stattfanden. Gemeinsam mit Harald Zimmermann führte er 1986 eine Reichenautagung zu Wahlen und Wählen im Mittelalter durch.
Schneider starb am 7. April 2020 im Alter von 86 Jahren. Er wurde am 24. April 2020 in Berlin beerdigt. Die Grabstätte befindet sich auf dem Waldfriedhof Dahlem (Feld 004-485).

## Schriften
Monographien
- Vom Dolmetschen im Mittelalter. Sprachliche Vermittlung in weltlichen und kirchlichen Zusammenhängen (= Archiv für Kulturgeschichte. Bd. 72). Böhlau, Wien u. a. 2012, ISBN 978-3-412-20967-4.
- Vom Klosterhaushalt zum Stadt- und Staatshaushalt. Der zisterziensische Beitrag (= Monographien zur Geschichte des Mittelalters. Bd. 38). Hiersemann, Stuttgart 1994, ISBN 3-7772-9406-3.
- Das Frankenreich (= Oldenbourg Grundriss der Geschichte. Bd. 5). Oldenbourg, München u. a. 1982, ISBN 3-486-48801-5 (4., überarbeitete und erweiterte Auflage. ebenda 2001, ISBN 3-486-49694-8).
- Königswahl und Königserhebung im Frühmittelalter. Untersuchungen zur Herrschaftsnachfolge bei den Langobarden und Merowingern (= Monographien zur Geschichte des Mittelalters. Bd. 3). Hiersemann, Stuttgart 1972, ISBN 3-7772-7203-5 (zugleich: Habilitationsschrift, Freie Universität Berlin 1971).
- Brüdergemeine und Schwurfreundschaft. Der Auflösungsprozeß des Karolingerreiches im Spiegel der caritas-Terminologie in den Verträgen der karlingischen Teilkönige des 9. Jahrhunderts (= Historische Studien. Bd. 388). Matthiesen, Lübeck u. a. 1964 (zugleich: Dissertation, Freie Universität Berlin 1956/1957).

Herausgeberschaften
- mit Michael Müller-Wille: Ausgewählte Probleme Europäischer Landnahmen des Früh- und Hochmittelalters. Methodische Grundlagendiskussion im Grenzbereich zwischen Archäologie und Geschichte (= Vorträge und Forschungen. Bd. 41). 2 Teilbände. Thorbecke, Sigmaringen 1993/94, ISBN  3-7995-6641-4.
  - Teil 1: Methodische Grundlagendiskussion im Grenzbereich zwischen Archäologie und Geschichte (online).
  - Teil 2: Methodische Grundlagendiskussion im Grenzbereich zwischen Archäologie und Geschichte (online).
- mit Harald Zimmermann: Wahlen und Wählen im Mittelalter (= Vorträge und Forschungen. Bd. 37). Thorbecke, Sigmaringen 1990, ISBN 3-7995-6637-6 (online).
- Das spätmittelalterliche Königtum im europäischen Vergleich (= Vorträge und Forschungen. Bd. 32). Thorbecke, Sigmaringen 1987, ISBN 3-7995-6632-5  (online).